# لوكاس أسيفيدو
لوكاس أسيفيدو (بالإسبانية: Lucas Javier Acevedo) هو لاعب كرة قدم أرجنتيني، ولد في 8 نوفمبر 1991 في Justiniano Posse ‏ في الأرجنتين. لعب مع روزاريو سنترال.

## وصلات خارجية
- لوكاس أسيفيدو على موقع قاعدة بيانات كرة القدم.إي يو (الإنجليزية)
- لوكاس أسيفيدو على موقع Soccerway.com (الإنجليزية)